# 始祖魮
始祖魮（学名：Labeobarbus progenys）为輻鰭魚綱鯉形目鲤科的其中一種，分布於非洲喀麥隆Kribi河與Dja河流域，體長可達18公分，棲息在中底層水域，可做為食用魚。